# Тейрлинк, Герман
Герман Луис Сесар Тейрлинк (фр. Herman Teirlinck; 24 февраля 1879, Моленбек-Сен-Жан, Брюссельский столичный регион, Бельгия — 4 февраля 1967, Берсел, Фландрия, Бельгия) — бельгийский писатель, драматург и поэт. Писал на фламандском языке.
Первый лауреат престижной Нидерландской литературной премии (1956).

## Биография
Изучал вначале медицину на факультете естественных наук, затем философию в Брюссельском свободном университете. Позже, бросив учёбу в Брюсселе, стал изучать немецкую филологию в Гентском университете, но и его не окончил.
Стал заниматься журналистикой. Сотрудничал в журнале «Ван ню эн стракс» («Van Nu en Straks»), боровшемся в 1890-е годы за обновление и самобытность фламандской литературы.

## Творчество
Первое своё произведение опубликовал в 1899 (поэма «Metter Sonnewende»). В 1900 — сборник «Стихи».

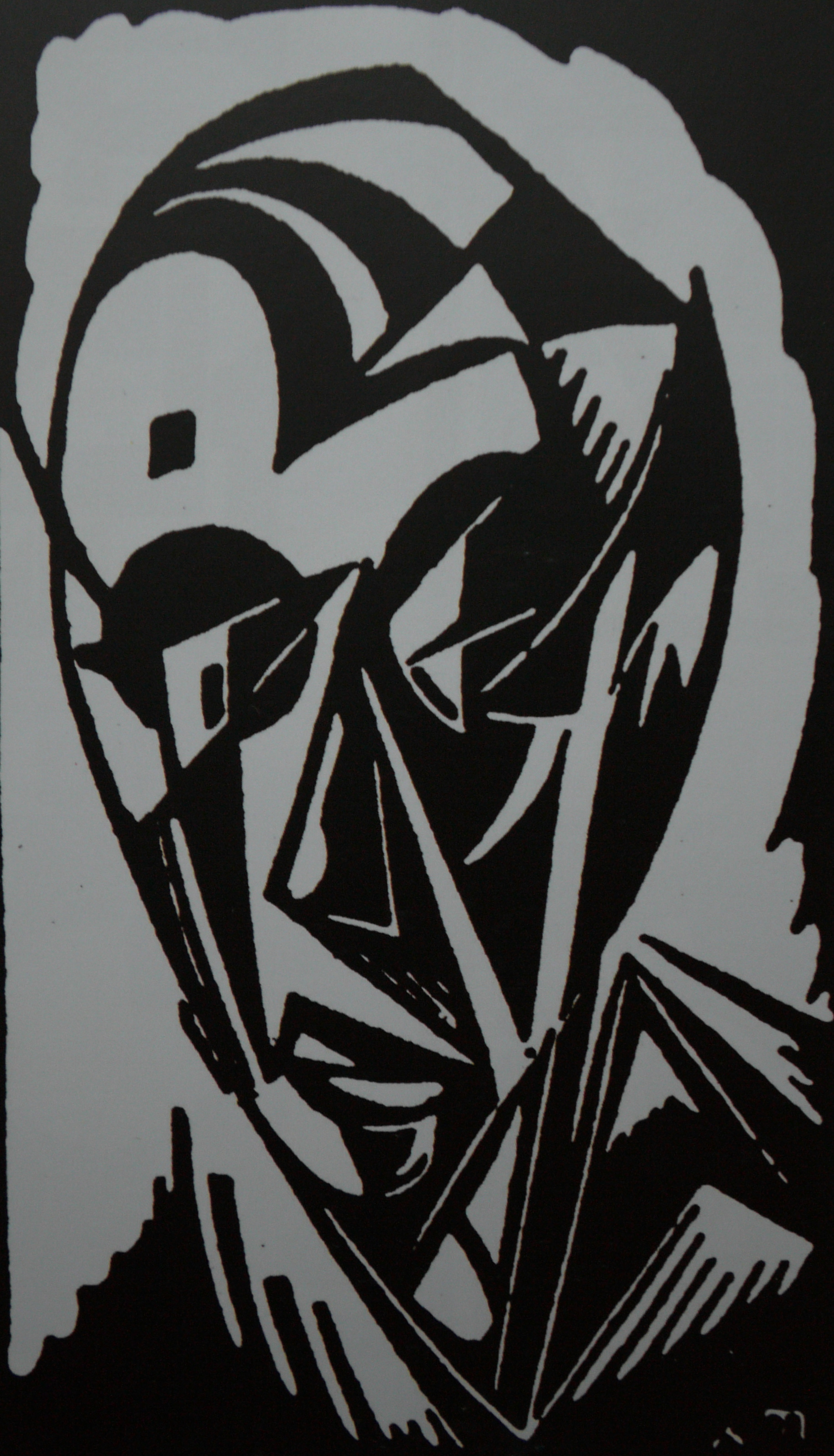
Портрет Германа Тейрлинка

Автор сборников новелл в импрессионистической манере «Трясина» (1905), «Солнце» (1906). Едкой иронией и эпикурейством проникнут его роман «Господин Сержанезон» (Mijnheer I. B. Serjanszoon; orator didactus, 1908). В романе «Обезьянка с ножками из слоновой кости» (Het ivoren aapje, 1909) Г. Тейрлинк воспроизвёл жизнь большого города. Роман написан в форме фантазии, имеющий фоном революционные события, к которым автор относится не без симпатии, хотя и без достаточного их понимания. Утончённый психологизм свойствен эпистолярному роману «Глиняные башни» (1918, изд. 1928, совместно с поэтом-символистом К. ван де Вустейне).
В творчестве Г. Тейрлинка реалистические тенденции сочетаются с декадентскими и модернистскими мотивами, формалистические поиски особенно характерны для его экспрессионистской пьесы «Замедленный фильм» (1922) и др. Романы «Мария Спеермали» (1940), «Битва с ангелом» (1952) содержат виталистические идеи; роман «Автопортрет, или Прощальный ужин» (1955) — автобиографичен.
Г. Тейрлинк — хороший рассказчик, тонкий стилист. Писатель был одним из первых, кто понял достижения советского театра и пытался их использовать («Замедленный фильм» (De vertraagde film, drama, 1922), «Я служу» (Ik dien een Spel, 1924), «Глиняные башни» (De leemen torens, 1918)).

## Избранная библиография
- Сборник новелл «Трясина» (1905),
- «Солнце» (1906).
- «Господин Сержансзон» (1908),
- «Обезьянка из слоновой кости» (другое название «Обезьянка с ножками из слоновой кости», 1909),
- «Мария Спеермали» (1940),
- «Битва с ангелом» (1952),
- «Автопортрет, или Прощальный ужин» (1955),
- Сборник пьес «Гибель богов» (1961).
- Стихи.

## Награды
Герман Тейрлинк был удостоен нескольких премий. Он награждён бельгийской Национальной театральной премией (1925 и 1928), бельгийской Национальной премией за многолетнюю творческую деятельность (1950), в 1956 году первым получил Нидерландскую литературную премию.
Признан почётным доктором Брюссельского свободного университета (Université Libre de Bruxelles) (1938), Амстердамского университета (1947), университет Льежа (1954) и Гентского университета (1959), что является уникальным случаем в истории фламандской литературы.
Ныне в его доме в Берселе открыт музей писателя.